# ذا ميغ
ذا ميج (بالإنجليزية: The Meg) هو فيلم خيال علمي وفيلم حركة وإثارة لسنة 2018، من إخراج جون تيرتلتوب، سيناريو وحوار دين جيورغاريس، جون هيوبر، وإريك هيوبر. الفيلم مأخوذ عن كتاب ميغ: رواية للرعب العميق (سنة 1997) للكاتب ستيف ألتين، وهو من بطولة جيسون ستاثام، لي بينغبينغ، راين ويلسون، روبي روز، ونستون تشاو، كليف كورتس وجيسيكا ماكنامي. أبطال الفيلم يذهبون في مغامرة رفقة مجموعة من العلماء ويواجهون قرش ميجالودون (طوله 23 متر / 75 قدم) بينما كانوا في مهمة إنقاذ في قاع المحيط الهادئ.
في التسعينات امتلكت شركة والت ديزني حقوق الإنتاج لفيلم مأخوذ عن الكتاب سالف الذكر، ولكن بعد عدة سنوات من محاولة التطوير لخلق فيلم مناسب لم تنجح الشركة في ذلك فانتقلت الحقوق إلى وارنر بروس، وفي نهاية المطاف أعطي الضوء الأخضر للفيلم في سنة 2015. شرع المخرج تيرتلتوب والعديد من الممثلين في العمل في أيلول / سبتمبر 2016 وبدء التصوير بعد شهر في نيوزيلندا وانتهى في مدينة سانيا، الصين في كانون الثاني / يناير 2017.
بعد إنتاج أمريكي-صيني مشترك، صدر ذا ميج في كلا البلدين في 10 أغسطس 2018 في نظارات RealD 3D (للمشاهدة ثلاثية الأبعاد في قاعات السينما). حقق الفيلم في شباك التذاكر نجاحا فاق 418 مليون دولار في جميع أنحاء العالم وتلقى مراجعات مختلطة من النقاد، مع بعض من الآراء وصفته بأنه «ليس جيدا بما فيه الكفاية -- ولا سيئا بما فيه الكفاية» ليكون ممتعا.

## قصة الفيلم
جوناس تايلور، غواص إنقاذ يحاول إنقاذ مجموعة من العلماء علقوا في غواصة نووية، وبينما يقوم بعملية إنقاذ آخر ناجٍ يلاحظ أن بدن الغواصة بدأ يصطدم بمخلوق عملاق مجهول بالخارج. عندما يعود تايلور إلى غواصة الإنقاذ يسمع اثنين من طاقمه عالقين في الغواصة المنكوبة ولكنه يتركهما على أية حال مدركا أن أية محاولة لإنقاذهما ستكون سببا في وفاة الجميع لأنه لم يعد هناك من وقت. لحظات بعد خروجه إلى غواصة الإنقاذ يسبب انفجار ضخم في تدمير الغواصة المنكوبة كليا. حسب رواية تايلور للقصة فإن مخلوقا بحريا عملاقا كان سببا في وقوع الكارثة، ولكن الدكتور هيلر رفض الرواية وصرح بأن تايلور كان يعاني من اضطراب ناجم عن ارتفاع في الضغط.
بعد خمس سنوات من الحادث، الملياردير جاك موريس يلتقي الدكتور مِينْوُوي تشانغ في مركز للأبحاث تحت الماء يُدعى مانا واحد وهو من تمويل موريس. تشانغ وابنته سويان رئيسة فريق الأحياء البحرية يشرفان على بعثة لاستكشاف ما يمكن أن يكون أعمق من خندق ماريانا وهو عالَم قد يكون أسفل سحابة من كبريتيد الهيدروجين مشكلة ممالا حراريا. البعثة تجريها لوري زوجة تايلور السابقة رفقة توشي و«الجدار» (لقب) في غطاسة بحرية تدعى «أوريجان». سارت رحلة البعثة على ما يرام إذ أنها اخترقت سحابة الكبريتيد مكتشفة بذلك عالما جديدا لأول مرة حتى قام مخلوق بحري ضخم بمهاجمة الغطاسة مما سبب في فقدان الإتصال بالقيادة في مانا واحد.
جيمس ماكريدز –يُدعى «ماك»– عضو آخر في طاقم المحطة يقترح الاستعانة بخبرة تايلور وإرساله في محاولة للإنقاذ مشيرا إلى تشابه قصته مع هذه الواقعة. على الرغم من اعتراضات الدكتور هيلر قرر تشانغ وماك السفر إلى تايلاند لإحضار تايلور على أية حال. وافق تايلور على المساعدة وبالفعل وصل إلى الغطاسة وأنقذ المحاصرين لوري و«الجدار»، أما توشي فعندما لاحظ أن المخلوق العملاق يعود لمهاجمة الغطاسة من جديد قرر التضحية بحياته لإنقاذ الآخرين فقام بإغلاق فتحة الباب وحول ٱنتباه المخلوق عن أصدقائه مما سمح لتايلور ولوري والجدار بالهروب بأمان.
بالعودة إلى مانا واحد يكتشف الطاقم أن المخلوق هو ميغالودون هرب من أعماق الخندق عن طريق السباحة من خلال الثقب في السحابة الحرارية التي تم إحداثها  لمرور الغطاسة الإستكشافية. تُـقرر المجموعة استدراج المخلوق وتسميمه على الرغم من أنه يشكل استكشافا عظيما إلا أنه سيسبب في قتل الكثيرين، وبالفعل نجحت المجموعة في فعل ذلك. بعد ذلك يظهر ميغالودون ثان أكبر بكثير من الأول ويسبب في قتل «الجدار» والدكتور هيلر والدكتور تشانغ كما يلتهم الميغالودون الأول الأصغر حجما.
عند حلول الظلام يحاول موريس تدمير الميغالودون بنفسه مع مروحية خاصة تعمل على رمي المتفجرات عليه وذلك دون إخبار أي أحد. اقترب موريس على متن قارب من الميغالودون المفترض بعد رمي المتجرات ولكنه يكتشف أنه مجرد حوت. يقترب الميغالودون من القارب فيسرع الطاقم للهروب وبذلك يسقط موريس فيلتهمه الميغالودون. تايلور وبقية طاقم مانا واحد يتعقبون القرش فيدركون أنه في الطريق إلى شاطئ مزدحم على خليج سانيا في البر الصيني الرئيسي.
يقتل الميغالودون العديد من مرتادي الشاطئ قبل أن يشغل طاقم مانا واحد من على قارب لهم صوت حوت لتحويل انتباه القرش تجاههم بعيدا عن الحشد. بعد محاولات فاشلة لإطلاق طوربيدات نارية على المخلوق، يتمكن تايلور من شق بطن الميغالودون بفضل غطاسته المقاتلة، بعد ذلك يطعنه في العين بحِـربة مسممة، وسرب من أسماك القرش العادية يكفي لإتمام مهمة القضاء على الميغالودون.

## الممثلون
- جيسون ستاثام بدور جوناس تايلور
- لي بينغبينغ بدور سويان تشونغ
- راين ويلسون بدور جاك موريس
- روبي روز بدور جاكس هيرد

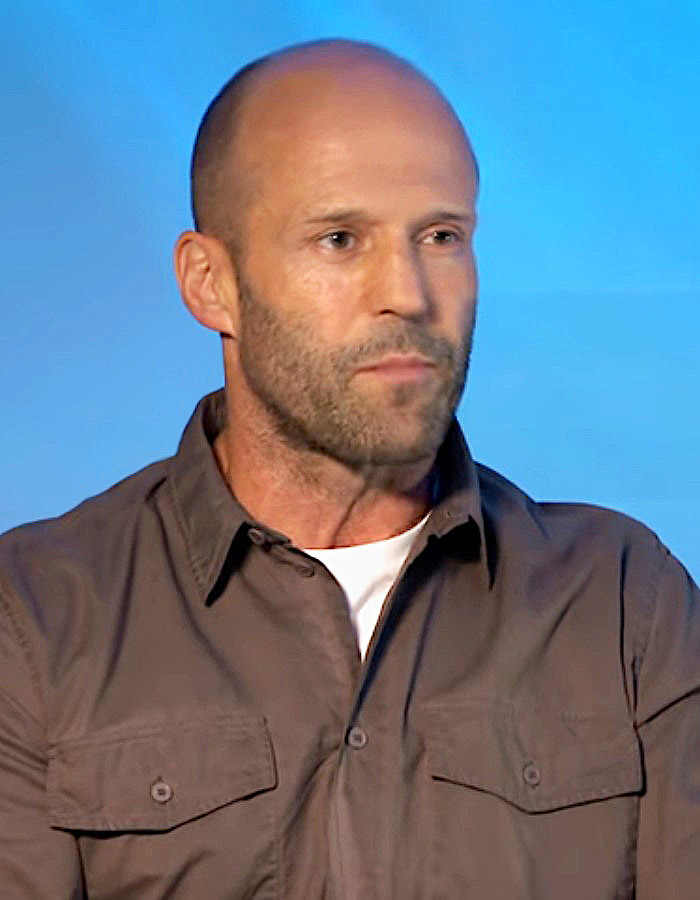
جيسون ستاثام في 2018.

- وينستون تشاو بدور الدكتور مينووي تشانغ
- كليف كورتس بدور جيمس ماكريدز «ماك»
- شويا صوفيا كاي بدور مايينغ
- بيج كينيدي بدور دي جي
- روبرت تايلور بدور الدكتور هيلر
- أولافور داري أولافسون بدور «الجدار»
- جيسيكا ماكنامي بدور لوري
- ماسي أوكا بدور توشي

## الإصدار
صدر الفيلم عن غرافيتي بيكتشرز في الصين وعن وارنر بروس بيكتشرز في الولايات المتحدة. كان من المقرر أصلا أن يصدر ذا ميغ في 2 مارس 2018. إلا أنه صدر في وقت لاحق بتاريخ 10 أغسطس 2018 بصيغة ثلاثي الأبعاد وآيماكس.

## وصلات خارجية
- ذا ميغ على موقع IMDb (الإنجليزية)
- ذا ميغ على موقع ميتاكريتيك (الإنجليزية)
- ذا ميغ على موقع روتن توميتوز (الإنجليزية)
- ذا ميغ على موقع نتفليكس (الإنجليزية)
- ذا ميغ على موقع ألو سيني (الفرنسية)
- ذا ميغ على موقع Turner Classic Movies (الإنجليزية)
- ذا ميغ على موقع أول موفي (الإنجليزية)
- ذا ميغ على موقع بوكس أوفيس موجو (الإنجليزية)
- ذا ميغ على موقع فيلمافينيتي (الإسبانية)
- ذا ميغ على موقع قاعدة بيانات الأفلام السويدية (السويدية)